# PRISMA-SR (Estándares para Revisiones Sistemáticas y Metaanálisis con Mitigación de Sesgo)
PRISMA-SR es una metodología basada en el marco PRISMA (Preferred Reporting Items for Systematic Reviews and Meta-Analyses), diseñada para abordar los sesgos en revisiones sistemáticas y metaanálisis mediante la aplicación del muestreo aleatorio ponderado. Esta técnica busca garantizar la representatividad de los estudios seleccionados sin alterar la distribución de los mismos, a la vez que introduce un mecanismo de corrección para variables protegidas como el género o la afiliación institucional.

## Fundamentos Metodológicos
El método PRISMA-SR aplica el muestreo aleatorio ponderado a la selección de estudios en revisiones sistemáticas y metaanálisis, estableciendo un balance entre:
- Soluciones de Producción: Selección basada en el impacto y la afiliación a universidades de prestigio.
- Exploración: Inclusión de estudios menos citados o provenientes de instituciones emergentes, permitiendo una mayor diversidad en el conjunto de análisis.

## Muestreo Aleatorio Ponderado
PRISMA-SR se basa en un procedimiento de muestreo aleatorio ponderado en el que:
1. Se extrae un número n de artículos con reposición.
2. Cada artículo es ponderado según su número de citas y su impacto en la literatura académica.
3. Se introduce un factor de corrección para las variables protegidas, como el género de los autores, asegurando una distribución equitativa sin modificar la representatividad global.

## Justificación Matemática

### Teorema de Invariancia de la Distribución en el Muestreo Aleatorio Ponderado con Reposición
Sea {\displaystyle X} un conjunto de {\displaystyle N} artículos con una distribución de probabilidades {\displaystyle P(X)}, donde cada artículo {\displaystyle x_{i}} tiene una probabilidad de selección {\displaystyle p_{i}}. Si realizamos un muestreo aleatorio ponderado con reposición {\displaystyle n} veces, con pesos proporcionales al impacto {\displaystyle w_{i}} y un ajuste para una variable protegida {\displaystyle v_{i}}, entonces la distribución de los artículos seleccionados sigue siendo representativa de {\displaystyle P(X)} en el límite cuando {\displaystyle n\to \infty }.

#### Demostración
1. Definición del Muestreo Ponderado

```
  Para cada artículo 

  

    

      

        

          
x

          

            
i

          

        

      

    

    
{\displaystyle x_{i}}

  

, definimos su probabilidad de selección como:
  

  

    

      

        

          
p

          

            
i

          

        

        
=

        

          

            

              

                
w

                

                  
i

                

              

              

              
f

              
(

              

                
v

                

                  
i

                

              

              
)

            

            

              

                
∑

                

                  
j

                  
=

                  
1

                

                

                  
N

                

              

              

                
w

                

                  
j

                

              

              

              
f

              
(

              

                
v

                

                  
j

                

              

              
)

            

          

        

      

    

    
{\displaystyle p_{i}={\frac {w_{i}\,f(v_{i})}{\sum _{j=1}^{N}w_{j}\,f(v_{j})}}}

  

  donde:
  * 

  

    

      

        

          
w

          

            
i

          

        

      

    

    
{\displaystyle w_{i}}

  

 es el peso basado en el impacto del artículo (número de citas, factor de impacto de la revista, etc.),
  * 

  

    

      

        
f

        
(

        

          
v

          

            
i

          

        

        
)

      

    

    
{\displaystyle f(v_{i})}

  

 es un factor de corrección para la variable protegida 

  

    

      

        

          
v

          

            
i

          

        

      

    

    
{\displaystyle v_{i}}

  

, que normaliza la selección sin modificar la representatividad global.
```

1. Proceso de Muestreo con Reposición

```
  En un muestreo con reposición, seleccionamos 

  

    

      

        
n

      

    

    
{\displaystyle n}

  

 artículos de acuerdo con la probabilidad 

  

    

      

        

          
p

          

            
i

          

        

      

    

    
{\displaystyle p_{i}}

  

. Definimos 

  

    

      

        

          
X

          

            
n

          

        

      

    

    
{\displaystyle X_{n}}

  

 como la distribución empírica después de 

  

    

      

        
n

      

    

    
{\displaystyle n}

  

 extracciones.
[
5
]
```

1. Convergencia a la Distribución Original

```
  Por la 
ley de los grandes números
, para cada artículo 

  

    

      

        

          
x

          

            
i

          

        

      

    

    
{\displaystyle x_{i}}

  

:
  

  

    

      

        

          

            
1

            
n

          

        

        

          
∑

          

            
k

            
=

            
1

          

          

            
n

          

        

        

          

            
1

          

          

            
{

            

              
X

              

                
k

              

            

            
=

            

              
x

              

                
i

              

            

            
}

          

        

        
→

        

          
p

          

            
i

          

        

        
,

        

        

          
cuando 

        

        
n

        
→

        
∞

        
.

      

    

    
{\displaystyle {\frac {1}{n}}\sum _{k=1}^{n}\mathbb {1} _{\{X_{k}=x_{i}\}}\to p_{i},\quad {\text{cuando }}n\to \infty .}

  

  Esto implica que la distribución empírica 

  

    

      

        

          
X

          

            
n

          

        

      

    

    
{\displaystyle X_{n}}

  

 converge a la distribución teórica 

  

    

      

        
P

        
(

        
X

        
)

      

    

    
{\displaystyle P(X)}

  

, es decir, la frecuencia relativa de cada artículo en la muestra converge a su probabilidad de selección ponderada.
[
6
]
```

1. Preservación de la Representatividad

```
  * Si 

  

    

      

        
f

        
(

        

          
v

          

            
i

          

        

        
)

      

    

    
{\displaystyle f(v_{i})}

  

 se elige de manera que la ponderación respete la estructura original de la muestra (por ejemplo, normalizando la representación de una variable protegida sin alterar otras relaciones), la distribución global no se modifica.
  * Se mantiene la proporcionalidad entre los artículos más citados y menos citados, ya que el peso relativo de 

  

    

      

        

          
w

          

            
i

          

        

      

    

    
{\displaystyle w_{i}}

  

 se conserva en la normalización.
```

1. Conclusión

```
  Dado que el procedimiento de muestreo no introduce sesgos adicionales y la distribución empírica converge a la distribución ponderada original, se concluye que la metodología de muestreo aleatorio ponderado con reposición mantiene la representatividad de los artículos en la revisión sistemática.
[
7
]
```

## Medición de la Diferencia de Distribución y Establecimiento de Umbrales
Para evaluar rigurosamente si el método de selección preserva la distribución original, se proponen diversas métricas para cuantificar la diferencia entre la distribución original {\displaystyle P} y la distribución obtenida tras el muestreo {\displaystyle Q}:

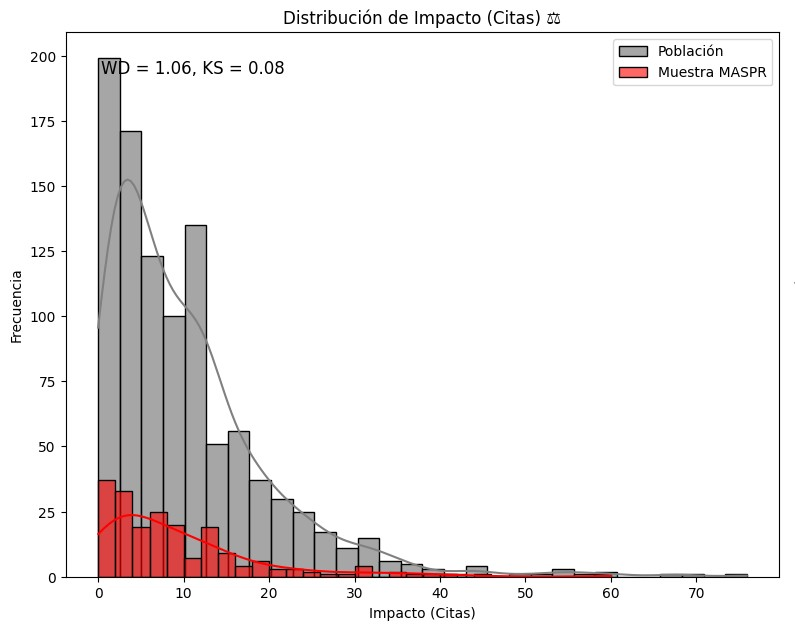
Distribución sesgada de papers por género de autores en publicaciones científicas.

### 1.Prueba de Kolmogorov-Smirnov(K-S)
Esta prueba compara las funciones de distribución acumulada (CDF) de ambas muestras. Se define:
{\displaystyle D=\sup _{x}\left|F_{P}(x)-F_{Q}(x)\right|}
donde {\displaystyle F_{P}(x)} y {\displaystyle F_{Q}(x)} son las CDF de {\displaystyle P} y {\displaystyle Q} respectivamente. Un valor de {\displaystyle D} cercano a 0 indica alta similitud.

### 2. Divergencia de Jensen-Shannon (JSD)
La JSD evalúa la similitud entre dos distribuciones de probabilidad de manera simétrica. Se calcula como:
{\displaystyle JSD(P\parallel Q)={\frac {1}{2}}\,D_{KL}(P\parallel M)+{\frac {1}{2}}\,D_{KL}(Q\parallel M)}
donde {\displaystyle M={\frac {1}{2}}(P+Q)} y {\displaystyle D_{KL}} es la divergencia de Kullback-Leibler. Valores cercanos a 0 indican distribuciones muy similares.

### 3. Distancia de Variación Total (TVD)
La TVD se define como:
{\displaystyle TVD(P,Q)={\frac {1}{2}}\sum _{x}\left|P(x)-Q(x)\right|}
Un TVD de 0 implica distribuciones idénticas, mientras que valores mayores indican mayor discrepancia.

### 4. Distancia de Wasserstein
Esta métrica, también conocida como Earth Mover's Distance, mide el "trabajo" necesario para transformar una distribución en la otra, capturando tanto la magnitud como la posición de las diferencias.

### 5. Prueba Chi-Cuadrado
Utilizada para distribuciones categóricas, compara las frecuencias observadas ({\displaystyle O_{i}}) con las esperadas ({\displaystyle E_{i}}):
{\displaystyle \chi ^{2}=\sum _{i}{\frac {(O_{i}-E_{i})^{2}}{E_{i}}}}
Esta prueba ayuda a determinar si las diferencias entre {\displaystyle P} y {\displaystyle Q} son estadísticamente significativas.

### Establecimiento de Umbrales
Para cada métrica, se puede definir un umbral que indique el nivel máximo aceptable de diferencia entre la distribución original {\displaystyle P} y la muestreada {\displaystyle Q}. Dichos umbrales pueden establecerse mediante:
- Simulaciones y Bootstrap: Repetir el proceso de muestreo para obtener una distribución empírica de la métrica y definir un percentil crítico.
- Pruebas de Significancia Estadística: Determinar un valor crítico de significancia, por ejemplo, {\displaystyle p<0.05}, utilizando pruebas como la de Kolmogorov-Smirnov o Chi-cuadrado.
- Análisis de Sensibilidad: Evaluar la variabilidad de las métricas ante cambios en los parámetros del muestreo.

## Conclusiones y Ejemplo Pedagógico
El análisis de las diferencias entre la distribución original y la muestreada es fundamental para validar la eficacia del método PRISMA-SR.
Ejemplo Pedagógico:  
Supongamos que contamos con una base de datos de 10,000 artículos, cuya distribución de impacto se modela según una función de densidad {\displaystyle P(x)}. Se aplica el muestreo aleatorio ponderado para seleccionar 1,000 artículos, obteniendo una distribución {\displaystyle Q(x)}.
- Se calcula la diferencia máxima entre las CDF mediante la prueba K-S, obteniendo un valor {\displaystyle D=0.03}.
- La Divergencia de Jensen-Shannon se estima en {\displaystyle JSD=0.02} y la Distancia de Variación Total resulta ser {\displaystyle TVD=0.04}.
- Estos valores, todos cercanos a 0, indican que la distribución {\displaystyle Q} es muy similar a {\displaystyle P}.
- Además, al aplicar un umbral predefinido (por ejemplo, {\displaystyle p<0.05} y {\displaystyle JSD<0.05}), se confirma que el método preserva la representatividad de la muestra.

Este ejemplo muestra de manera intuitiva cómo, a través de métricas cuantitativas, se puede evaluar y garantizar que el proceso de muestreo aleatorio ponderado mantiene la estructura y representatividad de la distribución original, validando así la robustez del método en revisiones sistemáticas.

## Aplicaciones y Relevancia
El método PRISMA-SR tiene un impacto significativo en la realización de revisiones sistemáticas y metaanálisis en diversas disciplinas, incluyendo:
- Medicina y ciencias de la salud
- Ciencias sociales
- Inteligencia artificial y ética algorítmica

Su adopción permite mejorar la inclusividad en el análisis de la literatura académica y proporcionar resultados más equitativos y reproducibles en investigación.